# 6133 Royaldutchastro
6133 Royaldutchastro este o planetă minoră (asteroid), cu un diametru de 9,532 km, din centura de asteroizi. A fost descoperită pe 14 septembrie 1990 la Observatorul Palomar de Henry E. Holt și a fost numită după Koninklijke Nederlandse Vereniging voor Weer- en Sterrenkunde⁠(d). 
Obiectul prezintă o orbită caracterizată de o semiaxă mare de 2,4746206 UAi, o excentricitate de 0,18, o înclinație de 2,59335 ° în raport cu ecliptica.